# 7097 Yatsuka
A 7097 Yatsuka (ideiglenes jelöléssel 1993 TF) a Naprendszer kisbolygóövében található aszteroida. Hiroshi Abe és Seidai Miyasaka fedezte fel 1993. október 8-án.

## Kapcsolódó szócikk
- Kisbolygók listája (7001–7500)